# Suspicious Minds
Suspicious Minds – piosenka spopularyzowana głównie przez Elvisa Presleya. Był to przebój w 1969 roku.
W 2004 utwór został sklasyfikowany na 91. miejscu listy 500 utworów wszech czasów magazynu Rolling Stone.

## Wersja z 2002 roku
Cover utworu powstał także w roku 2002, nagrany przez Garetha Gatesa i Willa Younga.